# KV konstskola
| KV konstskola |
| --- |
| - Betydelse – konstskola i Göteborg - Bakgrund – 1969; då som del av Göteborgs universitet, numera del av Folkuniversitetet - Campus – 1970–2023 i Guldheden, 2023– i Lindholmen |

KV konstskola, marknadsfört som KV Konstskola, är en fristående svensk konstskola i Göteborg, med Folkuniversitetet som huvudman. Skolan grundades 1969. KV i namnet står för Kursverksamheten vid Göteborgs universitet.

## Historik

### Bakgrund
Skolans bildande stammar från Göteborgs universitets önskan, i slutet av 1960-talet, att starta en studiecirkel i teckning. En ung och ambitiös student på konstskolan Valand, Wivi Bark, fick en förfrågan om att leda kursen som snabbt blev populär. Detta ledde till en efterfrågan på fler kurser med koppling till konst.

### 1969 till 1980-talet
Under några års tid växte studiecirkeln i teckning en större verksamhet, med förberedande kurser för intresserade av att söka till vidare konstnärliga utbildningar. Verksamheten formaliserades därefter 1969 till KV konstskola, där KV stod för Kursverksamheten vid Göteborgs universitet.
Verksamheten växte ytterligare, och på 1980-talet kompletterades Konstnärlig grundläggande utbildning med en påbyggnadsutbildning med namnet  Bild och rumsgestaltning. Efter önskemål från skolans studenter startades därefter kursen Konstnärlig fördjupning. Samtidigt strukterades pedagogiken och skolans studenter nådde i många fall framgångar vid deras senare studier på dåvarande Konstindustriskolan (det nutida HDK-Valand).
1970 flyttade skolan in i Konsthögskolan Valands tidigare lokaler i Guldheden.

### Senare år
2023 flyttade KV konstskola till nya lokaler i en ny byggnad på Lindholmen, norr om Göta älv. I området fanns sedan tidigare ett antal utbildningsverksamheter i "Campus Lindholmen", med ett antal institutioner som är del av Göteborgs universitet eller Chalmers tekniska högskola. KV:s nya lokaler kom att placeras där Valands studiesal för skulptur tidigare var belägen. Man kom nu att dela lokaler med Balettakademien, i en anläggning som fått namnet "Folkuniversitetet Karlastaden".

## Organisation
Huvudman för KV konstskola är numera Folkuniversitetet, ett studieförbund som ägnar sig åt folk- och vuxenutbildning på olika platser i Sverige.

### Kurser
På skolan studerar ett sjuttiotal elever på tre olika ettåriga utbildningslinjer:
- Konstnärlig grundutbildning
- Konstnärlig fördjupning
- Bild och rumsgestaltning

Dessutom arrangeras kurser i "öppen kroki". Detta är lärarlösa kurser, på helg eller kväll, med praktiska studier i kroki. Arrangemangen sker utan föregående anmälan, och kursavgiften betalas på plats.

### Ledning och studenter
2025 var Thomas Zornat skolchef på KV konstskola. Tidigare har Rune Kjellman (från 1978), Dag E. Nyberg (1987–2000) och Eva Lindblad varit rektor på skolan.
Ett antal etablerade svenska konstnärer har studerat vid KV konstskola. Bland dessa finns Elisabet Wahlström (1974–1975), Nina Zetterquist (1987–1988), Martin Hansson (1980–1981), Cecilia Darle (1981–1982), Gerd Thorngren (1983–1984), Gunilla Hansson (1985–1986), Anna Gärberg och Maria Lager (1987–1988), Tina Reuterberg (1988), Annika Svensson (1990–1991).